# Tanghin-Gombogo
Pour les articles homonymes, voir Tanghin.
Ne doit pas être confondu avec Tanghin-Goudry.
Tanghin-Gombogo est une commune rurale située dans le département de Ziniaré de la province de l'Oubritenga dans la région Plateau-Central au Burkina Faso.

## Santé et éducation
Tanghin-Gombogo accueille un centre de santé et de promotion sociale (CSPS) tandis que le centre médical avec antenne chirurgicale (CMA) se trouve à Ziniaré.